# Michel Léveillé
Pour les articles homonymes, voir Léveillé.
Michel Léveillé (né le 3 avril 1981 à Lévis dans la province de Québec au Canada) est un joueur professionnel canadien de hockey sur glace.

## Carrière de joueur
Il commence à jouer en 1999 avec les Faucons du Cégep Lévis-Lauzon.
De 2003 à 2007, il évolue avec les Black Bears du Maine de la NCAA. En 2006, il est nommé capitaine des Blacks Bears.
Il commence sa carrière professionnelle en 2006-2007 avec les Marlies de Toronto de la Ligue américaine de hockey.
Après avoir disputé quelques matchs avec l’Inferno de Columbia de l'East Coast Hockey League et les Monarchs de Manchester de la Ligue américaine de hockey, il évolue avec les Checkers de Charlotte (ECHL).
Lors de la saison 2010-2011 il se joint aux Heilbronner Falken de la 2. Bundesliga (Allemagne), équipe avec laquelle il évolue trois saisons.
Le 9 juin 2013 il est repêché au 2e tour (12e au total) par le Cool FM 103,5 de Saint-Georges lors du repêchage universel de la Ligue nord-américaine de hockey. Le 3 septembre il signe un contrat avec l’équipe.

## Statistiques
| Saison    | Équipe                         | Ligue         |    | Saison régulière | Saison régulière | Saison régulière | Saison régulière | Saison régulière |   | Séries éliminatoires | Séries éliminatoires | Séries éliminatoires | Séries éliminatoires | Séries éliminatoires |
| Saison    | Équipe                         | Ligue         | PJ | B                | A                | Pts              | Pun              | PJ               | B | A                    | Pts                  | Pun                  |                      |                      |
| 2000-2001 | Clippers de Nanaimo            | LHCB          | 45 | 22               | 27               | 49               | 63               |                  |   |                      |                      |                      |                      |                      |
| 2001-2002 | Clippers de Nanaimo            | LHCB          | 52 | 33               | 75               | 108              | 56               |                  |   |                      |                      |                      |                      |                      |
| 2003-2004 | Black Bears du Maine           | NCAA          | 43 | 6                | 34               | 40               | 42               |                  |   |                      |                      |                      |                      |                      |
| 2004-2005 | Black Bears du Maine           | NCAA          | 33 | 12               | 12               | 24               | 55               |                  |   |                      |                      |                      |                      |                      |
| 2005-2006 | Black Bears du Maine           | NCAA          | 36 | 16               | 24               | 40               | 46               |                  |   |                      |                      |                      |                      |                      |
| 2006-2007 | Black Bears du Maine           | NCAA          | 40 | 19               | 26               | 45               | 69               |                  |   |                      |                      |                      |                      |                      |
| 2006-2007 | Marlies de Toronto             | LAH           | 3  | 2                | 0                | 2                | 2                | -                | - | -                    | -                    | -                    |                      |                      |
| 2007-2008 | Inferno de Columbia            | ECHL          | 4  | 1                | 4                | 5                | 4                | -                | - | -                    | -                    | -                    |                      |                      |
| 2007-2008 | Marlies de Toronto             | LAH           | 41 | 9                | 3                | 12               | 14               | 11               | 1 | 0                    | 1                    | 4                    |                      |                      |
| 2008-2009 | Monarchs de Manchester         | LAH           | 20 | 1                | 6                | 7                | 11               | -                | - | -                    | -                    | -                    |                      |                      |
| 2008-2009 | Checkers de Charlotte          | ECHL          | 40 | 15               | 22               | 37               | 46               | 6                | 3 | 5                    | 8                    | 8                    |                      |                      |
| 2009-2010 | Checkers de Charlotte          | ECHL          | 67 | 17               | 49               | 66               | 85               | 10               | 1 | 7                    | 8                    | 8                    |                      |                      |
| 2010-2011 | Heilbronner Falken             | 2. Bundesliga | 48 | 17               | 33               | 50               | 70               | 4                | 1 | 4                    | 5                    | 6                    |                      |                      |
| 2011-2012 | Heilbronner Falken             | 2. Bundesliga | 29 | 17               | 13               | 30               | 89               | 7                | 4 | 3                    | 7                    | 16                   |                      |                      |
| 2012-2013 | Heilbronner Falken             | 2. Bundesliga | 42 | 18               | 28               | 46               | 56               | 5                | 1 | 1                    | 2                    | 6                    |                      |                      |
| 2013-2014 | Cool FM 103,5 de Saint-Georges | LNAH          | 30 | 17               | 23               | 40               | 10               | 3                | 0 | 0                    | 0                    | 2                    |                      |                      |

## Trophées et honneurs personnels
- Clippers de Nanaimo
  - 2001-2002 : meilleur pointeur[6].
  - 2001-2002 : meilleur buteur en infériorité numérique[7].
  - 2001-2002 : Trophée Jason Gow du joueur favori des fans[8].
  - 2001-2002 : joueur le plus populaire[9].
- NCAA[10]
  - 2003-2004 : nommé recrue de la saison de Hockey East.
  - 2005-2006 : nommé dans la seconde équipe d'étoiles de Hockey East.
  - 2005-2006 : nommé dans la seconde équipe AHCA All America.